# چیهیرو کوساکا
چیهیرو کوساکا (انگلیسی: Chihiro Kusaka؛ زادهٔ ۹ دسامبر ۱۹۷۸) صداپیشه اهل ژاپن است.